# Puffinus bryani
La pardela de Bryan (Puffinus bryani) es una especie de ave marina de la familia Procellaridae que habita en las islas hawaianas y sus alrededores. El primer espécimen fue recopilado en 1963 y originalmente se pensó que se trataba de una pardela chica (Puffinus assimilis), en 2011 se determinó mediante análisis de ADN que era una especie distinta. Es rara y posiblemente se encuentre amenazada, hay poca información sobre sus áreas de reproducción. El nombre de la especie conmemora a Edwin Horace Bryan Jr., excurador del museo Bishop en Honolulu.
El 7 de febrero de 2012, pruebas de ADN en 6 especímenes vivos y muertos encontrados en Ogasawara entre 1997 y 2011, determinaron que se trataba de Puffinus bryani. Se cree que la especie todavía sobrevive en las islas deshabitadas.